# توماس بي ويتني
توماس بي ويتني (بالإنجليزية: Thomas P. Whitney)‏ هو صحفي ودبلوماسي ومترجم أمريكي، ولد في 26 يناير 1917 في توليدو في الولايات المتحدة، وتوفي في 2 ديسمبر 2007 في نيويورك في الولايات المتحدة.